# 13 février 1966
Le dimanche 13 février 1966 est le 44e jour de l'année 1966.

## Naissances
- Alexandre Sterling, acteur français
- Jeff Waters, musicien canadien
- Marieanne Spacey, joueuse de football britannique
- Mark Pincus, entrepreneur américain
- Neal McDonough, acteur et producteur de cinéma américain
- Stéphane Pajot, écrivain et journaliste français
- Trịnh Xuân Thanh, politicien et homme d'affaires vietnamien
- Valérie Thomas, conservatrice de musée
- Valéry Zeitoun, producteur de musique français

## Décès
- Marguerite Long (née le 13 novembre 1874), pianiste française
- William Steele (né le 28 mars 1888), acteur américain

## Événements
- Découverte des astéroïdes (5217) Chaozhou, (5267) Zegmott et (9512) Feijunlong